# بركان موروني
نادي بركان موروني هو نادي كرة قدم من جزر القمر ينتمي للعاصمة موروني. يلعب حاليًا في دوري جزر القمر الممتاز.

## الإنجازات
- دوري جزر القمر الممتاز

البطولة (2): 1998-99 / 2015
- كأس جزر القمر

البطولة (4): 1983-84 / 2005-06 / 2014 / 2016

## المشاركات في البطولات الخارجية
- كأس الكونفيدرالية الأفريقية: مشاركتين

2015 – الدور التمهيدي
2017 – الدور التمهيدي
- دوري أبطال أفريقيا: مشاركة واحدة

2016 – الدور التمهيدي
- البطولة العربية للأندية: مشاركة واحدة

2016–17 – الدور التمهيدي الأول